# イツィク・マンゲル

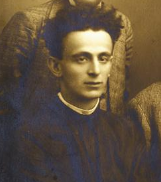
イツィク・マンゲル

イツィク・マンゲル（Itzik Manger, 1901年5月30日　チェルノヴィッツ - 1969年2月21日　イスラエル・ゲデラ）は、ブコヴィナ出身のポーランドのイディッシュ語作家。
ポーランドで生活するのが主だったが、ナチスが台頭して以後は諸国を流浪した。

## 作品
- 『屋根の上の星』（1929年） - 純朴で民謡的な素材を、高度な技法で歌った処女詩集
- 『トーラーの歌』（1935年） - 苦難の境遇にあっても、人生の美と喜びを見出すユダヤ教徒を、聖書の人物に仮託して表現した抒情詩
- 『エデンの園の本』（1939年） - 天使が人間に生まれ変わって、エデンの園での冒険を物語る、という空想小説